# 遠淡海国造
遠淡海国造（とおつおうみのくにみやつこ・とおつおうみこくぞう）は遠淡海国（遠江国西部）を支配した国造。遠江国造とも。

## 概要
- 『古事記』に遠江国造、『先代旧事本紀』に遠淡海国造、遠江国造とあるほか、天之菩卑能命の子である建比良鳥命が遠江国造の祖とあり、出雲国造、无邪志国造、上菟上国造、下菟上国造、伊自牟国造などと同系とされる。
- 『先代旧事本紀』「国造本紀」には物部氏の祖である伊香色雄命の子の印岐美命が成務天皇朝に遠淡海国造に任じられたとある。
- 『先代旧事本紀』「天孫本紀」では物部印岐美連公は十市根大連の子で、駿河国造の祖・片堅石命の弟とされている。
- 「天孫本紀」には印岐美連公は「志紀県主、遠江国造、久努直、佐夜直等の祖」とあり、同書記載の新河大連の子で、佐夜部直、久努直等の祖とされる物部大小木宿禰とも同人と考える説がある[なぜ?] [1]。

### 氏族
本姓は物部氏（もののべうじ）。氏姓は不明であるが、同族とされる久努直、佐夜直（佐夜部直）などから見て、氏は遠淡海氏（とおつおうみうじ）、姓は直と見る説がある。
越智国造・遠淡海国造・珠流河国造の一族は、永年青の「橘」や変若水（おちみず、若返り乃至不老の水）と深く結びつき、これら三国造の後裔一族に「橘朝臣」姓を称する氏を多く出した。また隣国の久努国造の祖・印播足尼は世代的・地域的に印岐美命の子にあたると考えられる。

## 本拠

### 本拠地
国造の本拠は遠江国磐田郡で、現在の磐田市にあたる。磐田市には遠江国府や国分寺が設置されていた。

### 支配領域
国造の支配領域は当時遠淡海国と呼ばれた地域、後の遠江国磐田郡、山香郡、長上郡、長下郡などにあたる。
なお、国造の支配領域については浜名湖周辺とする説、天竜川以西とする説、浜名湖から磐田原西縁とする説、浜名湖から太田川流域とする説がある。

## 氏神

### 奉斎社
- 淡海國玉神社（おうみくにたまじんじゃ）
磐田市見付に鎮座する神社。遠江国の惣社で大国主神を祭神としている。

### 関連神社
- 小国神社（おくにじんじゃ）
周智郡森町に鎮座する遠江国の一宮で、大己貴神を祭神とする。

### 墓
- 銚子塚古墳（ちょうしづかこふん）
磐田市寺谷にある全長108mの前方後円墳で、4世紀後半の築造とされる。
- 松林山古墳（しょうりんざんこふん）
磐田市新貝にある全長107mの前方後円墳で、4世紀後半の築造とされる。
- 堂山古墳（どうやまこふん）
磐田市東貝塚にある墳丘長約110mを測った前方後円墳で、5世紀の築造とされる。